# Steve Mandanda
Steve Mandanda Mpidi (Kinshasa, 28 marzo 1985) è un calciatore francese, portiere e capitano del Rennes. Con la nazionale francese è diventato campione del mondo nel 2018, vicecampione del mondo nel 2022 e vicecampione d'Europa nel 2016.

## Biografia
Steve Mandanda ha tre fratelli, tutti e tre portieri: Parfait (classe 1989), in forza al Caen, Riffi (classe 1992), in forza all'US Boulogne e Over (classe 1998), in forza al Bordeaux. Viene soprannominato Frenchie dai suoi parenti per aver scelto di giocare per la Francia anziché per la RD del Congo, suo paese di nascita.

## Carriera

### Club
Cresce nelle giovanili del Le Havre, con cui debutta in prima squadra nel 2005 giocando la Ligue 2: durante questa esperienza scende complessivamente in campo in 67 partite di campionato, di cui 30 il primo anno e 37 il secondo.

#### La consacrazione al Marsiglia (2007-2016)
Nell'estate del 2007 la dirigenza dell'Olympique Marsiglia decide di acquistarlo, facendogli firmare un contratto quadriennale. In precedenza aveva sostenuto un provino con gli inglesi dell'Aston Villa, che però si concluse con un nulla di fatto. Durante quella stagione Mandanda doveva essere solamente la riserva del portiere titolare Cédric Carrasso, ma un grave infortunio di quest'ultimo gli permise di esordire in Ligue 1, in UEFA Champions League e in Coppa UEFA. Le buone prestazioni gli valgono il rinnovo del contratto per quattro anni. Dopo la partenza di Mamadou Niang nel 2010, diventa il nuovo capitano della compagine marsigliese.
Verso la fine della stagione 2015-2016 comunica la sua decisione di non voler rinnovare il contratto per cercare una nuova sfida. Gioca la sua ultima partita con i "Focesi" allo Stade Vélodrome il 7 maggio 2016 contro lo Stade de Reims, mantenendo la porta imbattuta. Gioca la sua ultima partita in assoluto in maglia bianco-celeste il 21 maggio, nella finale di Coppa di Francia persa per 4-2 contro il PSG.
Complessivamente, in nove anni di militanza, ha giocato 441 partite, secondo di sempre per numero di presenze dopo Roger Scotti, contribuendo alle vittorie di 1 campionato, 3 Coupe de la Ligue e 2 Supercoppe.

#### Crystal Palace (2016-2017)
Dopo essersi svincolato dal Marsiglia, il 30 giugno 2016 svolge le visite mediche e firma il contratto per il Crystal Palace. L'esperienza con il club inglese è un vero flop per Mandanda, e a fine stagione si rifiuta addirittura di andare in ritiro prestagionale, dicendo di essere stato "non rispettato" dalla società, con cui ha collezionato soltanto 10 presenze.

#### Ritorno al Marsiglia (2017-2022)
Nell'estate 2017 torna al Marsiglia, disputando subito la prima partita del campionato 2017-2018 da titolare e mantenendo la rete inviolata contro il Dijon nella vittoria per 3-0. Il 30 giugno 2022 alla scadenza del contratto con il Marsiglia lascia la squadra dopo 14 anni e 613 presenze.

### Rennes
Il 6 luglio 2022 viene acquistato a titolo definitivo dal Rennes.

### Nazionale

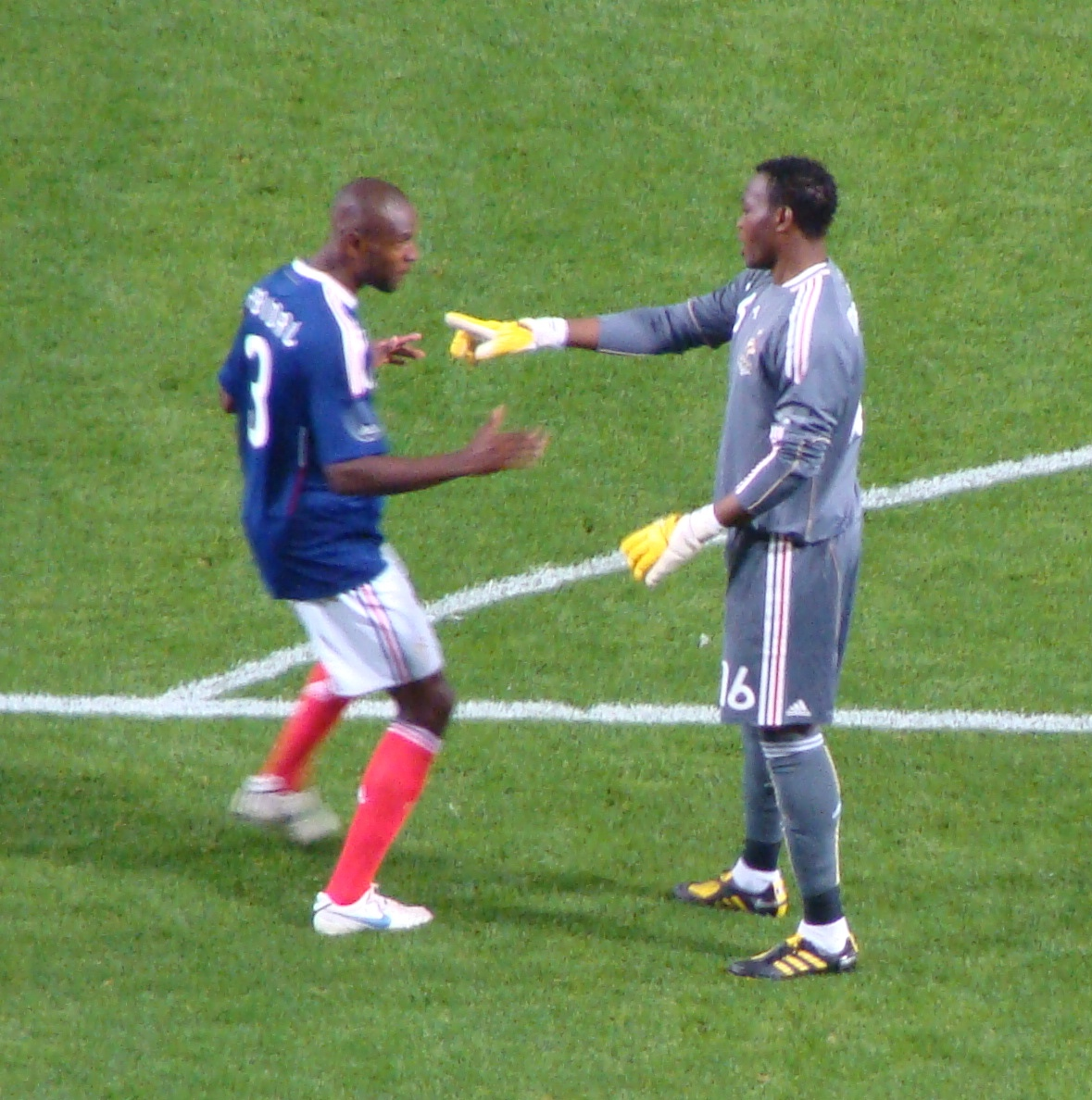
Eric Abidal e Mandanda (a destra) giocano per la Francia nel 2010

Dal 2003 al 2007 è stato portiere della nazionale francese Under-21, venendo anche chiamato per gli Europei di categoria del 2006. Dopo aver giocato un paio di partite con la nazionale B, Mandanda veste per la prima volta la maglia della nazionale maggiore il 27 maggio 2008, sostituendo Sébastien Frey nel secondo tempo di un'amichevole vinta per 2-0 contro l'Ecuador. In occasione degli Europei 2008 in Svizzera e Austria è convocato da Raymond Domenech come terzo portiere. Lo stesso commissario tecnico punta su di lui come portiere titolare per le qualificazioni ai Mondiali 2010. Agli stessi Mondiali la selezione transalpina si è qualificata e Mandanda è stato il secondo di Hugo Lloris durante la competizione.
Il 6 giugno 2011, Mandanda è stato capitano della Francia nella vittoria per 4-1 in amichevole in trasferta contro l'Ucraina allo Donbass Arena. È stato convocato per gli Europei 2012 in Polonia e Ucraina.
Mandanda è stato convocato anche per gli Europei 2012, gli Europei 2016 (giocati in casa) e i Mondiali 2018, dov'è sempre stato la riserva di Lloris. In precedenza era stato originariamente incluso nella squadra anche per i Mondiali 2014, ma si è infortunato prima del torneo ed è stato sostituito da Stéphane Ruffier dell'AS Saint-Étienne.
Nei Mondiali 2018 gioca la sua prima partita con la Nazionale francese in una competizione ufficiale nella partita pareggiata per 0-0 contro la Danimarca, partita in cui stabilisce anche un record, diventando il più vecchio esordiente ai Mondiali nella storia della Nazionale francese. A fine competizione si laurea campione del mondo, grazie alla vittoria in finale dei francesi sui croati. Dopo il Mondiale viene inizialmente accantonato dal ct Deschamps vista la crescita nel suo ruolo di Mike Maignan e Alphonse Aréola, salvo poi tornare tra i convocati nell'ottobre 2019, in vista delle sfide contro Islanda e Turchia, sia per le buone prestazioni al Marsiglia sia per l'infortunio di Hugo Lloris che gli consentono di diventare (momentaneamente) titolare dei Blues.
Tornato a essere riserva dopo il ritorno di Lloris, viene convocato per Euro 2020 e i Mondiali 2022, scendendo in campo in quest'ultima manifestazione il 30 novembre 2022, nella partita dei gironi giocata contro la Tunisia; nell'occasione diventa (a 37 anni e 247 giorni) il giocatore più anziano nella storia della selezione transalpina battendo (per 99 giorni) il record di Bernard Lama che resisteva dal settembre 2000.
Il 15 gennaio 2023 annuncia il proprio ritiro dalla nazionale.

## Statistiche

### Presenze e reti nei club
Statistiche aggiornate all'8 dicembre 2024
| Stagione                   | Squadra                    | Campionato                 | Campionato | Campionato | Coppe nazionali | Coppe nazionali | Coppe nazionali | Coppe continentali | Coppe continentali | Coppe continentali | Altre coppe | Altre coppe | Altre coppe | Totale | Totale |
| Stagione                   | Squadra                    | Comp                       | Pres       | Reti       | Comp            | Pres            | Reti            | Comp               | Pres               | Reti               | Comp        | Pres        | Reti        | Pres   | Reti   |
| -------------------------- | -------------------------- | -------------------------- | ---------- | ---------- | --------------- | --------------- | --------------- | ------------------ | ------------------ | ------------------ | ----------- | ----------- | ----------- | ------ | ------ |
| 2005-2006                  | Le Havre                   | L2                         | 30         | -28        | CF+CdL          | 0+2             | -1              | -                  | -                  | -                  | -           | -           | -           | 32     | -29    |
| 2006-2007                  | Le Havre                   | L2                         | 37         | -38        | CF+CdL          | 1+1             | -2 + -2         | -                  | -                  | -                  | -           | -           | -           | 39     | -42    |
| Totale Le Havre            | Totale Le Havre            | Totale Le Havre            | 67         | -66        |                 | 4               | -5              |                    | -                  | -                  |             | -           | -           | 71     | -71    |
| 2007-2008                  | Olympique Marsiglia        | L1                         | 34         | -41        | CF+CdL          | 2+2             | -1 + -3         | UCL+CU             | 6+4                | -9 + -5            | -           | -           | -           | 48     | -59    |
| 2008-2009                  | Olympique Marsiglia        | L1                         | 38         | -35        | CF+CdL          | 2+1             | -2 + -1         | UCL+CU             | 8+6                | -8 + -8            | -           | -           | -           | 55     | -54    |
| 2009-2010                  | Olympique Marsiglia        | L1                         | 36         | -32        | CF+CdL          | 2+2             | -3 + -2         | UCL+UEL            | 6+4                | -10 + -5           | -           | -           | -           | 50     | -52    |
| 2010-2011                  | Olympique Marsiglia        | L1                         | 38         | -39        | CF+CdL          | 0+3             | -1              | UCL                | 8                  | -5                 | SF          | 1           | 0           | 50     | -45    |
| 2011-2012                  | Olympique Marsiglia        | L1                         | 38         | -41        | CF+CdL          | 2+2             | -1 + -1         | UCL                | 9                  | -7                 | SF          | 1           | -4          | 52     | -54    |
| 2012-2013                  | Olympique Marsiglia        | L1                         | 38         | -36        | CF+CdL          | 3+1             | -4 + -2         | UEL                | 9                  | -10                | -           | -           | -           | 51     | -52    |
| 2013-2014                  | Olympique Marsiglia        | L1                         | 38         | -40        | CF+CdL          | 1+2             | -5 + -3         | UCL                | 6                  | -14                | -           | -           | -           | 47     | -62    |
| 2014-2015                  | Olympique Marsiglia        | L1                         | 38         | -42        | CF+CdL          | 0+0             | 0               | -                  | -                  | -                  | -           | -           | -           | 38     | -42    |
| 2015-2016                  | Olympique Marsiglia        | L1                         | 36         | -40        | CF+CdL          | 6+0             | -4              | UEL                | 8                  | -9                 | -           | -           | -           | 50     | -53    |
| 2016-2017                  | Crystal Palace             | PL                         | 9          | -17        | FACup+CdL       | 0+1             | 0               | -                  | -                  | -                  | -           | -           | -           | 10     | -17    |
| 2017-2018                  | Olympique Marsiglia        | L1                         | 31         | -37        | CF+CdL          | 3+0             | -3              | UEL                | 11                 | -11                | -           | -           | -           | 45     | -51    |
| 2018-2019                  | Olympique Marsiglia        | L1                         | 31         | -41        | CF+CdL          | 1+1             | -2 + -1         | UEL                | 1                  | -3                 | -           | -           | -           | 34     | -47    |
| 2019-2020                  | Olympique Marsiglia        | L1                         | 27         | -27        | CF+CdL          | 1+1             | -1 + -2         | -                  | -                  | -                  | -           | -           | -           | 29     | -30    |
| 2020-2021                  | Olympique Marsiglia        | L1                         | 37         | -45        | CF              | 0               | 0               | UCL                | 6                  | -13                | SF          | 1           | -1          | 44     | -57    |
| 2021-2022                  | Olympique Marsiglia        | L1                         | 9          | -7         | CF              | 2               | -1              | UEL+UECL           | 1+8                | 0 + -7             |             | -           | -           | 20     | -15    |
| Totale Olympique Marsiglia | Totale Olympique Marsiglia | Totale Olympique Marsiglia | 469        | -503       |                 | 40              | -43             |                    | 101                | -125               |             | 3           | -5          | 613    | -676   |
| 2022-2023                  | Rennes                     | L1                         | 34         | -31        | CF              | 1               | -1              | UEL                | 7                  | -8                 | -           | -           | -           | 42     | -40    |
| 2023-2024                  | Rennes                     | L1                         | 34         | -46        | CF              | 1               | -1              | UEL                | 7                  | -10                | -           | -           | -           | 41     | -34    |
| 2024-2025                  | Rennes                     | L1                         | 14         | -20        | CF              | 0               | 0               | -                  | -                  | -                  | -           | -           | -           | 14     | -20    |
| Totale Stade Rennais       | Totale Stade Rennais       | Totale Stade Rennais       | 82         | -97        |                 | 2               | -2              |                    | 14                 | -18                |             | -           | -           | 98     | -117   |
| Totale carriera            | Totale carriera            | Totale carriera            | 627        | -683       |                 | 47              | -50             |                    | 115                | -143               |             | 3           | -5          | 792    | -881   |

### Cronologia presenze e reti in nazionale
| Cronologia completa delle presenze e delle reti in nazionale ― Francia | Cronologia completa delle presenze e delle reti in nazionale ― Francia | Cronologia completa delle presenze e delle reti in nazionale ― Francia | Cronologia completa delle presenze e delle reti in nazionale ― Francia | Cronologia completa delle presenze e delle reti in nazionale ― Francia | Cronologia completa delle presenze e delle reti in nazionale ― Francia | Cronologia completa delle presenze e delle reti in nazionale ― Francia | Cronologia completa delle presenze e delle reti in nazionale ― Francia |
| Data                                                                   | Città                                                                  | In casa                                                                | Risultato                                                              | Ospiti                                                                 | Competizione                                                           | Reti                                                                   | Note                                                                   |
| ---------------------------------------------------------------------- | ---------------------------------------------------------------------- | ---------------------------------------------------------------------- | ---------------------------------------------------------------------- | ---------------------------------------------------------------------- | ---------------------------------------------------------------------- | ---------------------------------------------------------------------- | ---------------------------------------------------------------------- |
| 27-5-2008                                                              | Grenoble                                                               | Francia                                                                | 2 – 0                                                                  | Ecuador                                                                | Amichevole                                                             | -                                                                      | 46’                                                                    |
| 20-8-2008                                                              | Göteborg                                                               | Svezia                                                                 | 2 – 3                                                                  | Francia                                                                | Amichevole                                                             | -2                                                                     |                                                                        |
| 6-9-2008                                                               | Vienna                                                                 | Austria                                                                | 3 – 1                                                                  | Francia                                                                | Qual. Mondiali 2010                                                    | -3                                                                     |                                                                        |
| 10-9-2008                                                              | Saint-Denis                                                            | Francia                                                                | 2 – 1                                                                  | Serbia                                                                 | Qual. Mondiali 2010                                                    | -1                                                                     |                                                                        |
| 11-10-2008                                                             | Costanza                                                               | Romania                                                                | 2 – 2                                                                  | Francia                                                                | Qual. Mondiali 2010                                                    | -2                                                                     |                                                                        |
| 14-10-2008                                                             | Saint-Denis                                                            | Francia                                                                | 3 – 1                                                                  | Tunisia                                                                | Amichevole                                                             | -1                                                                     |                                                                        |
| 11-2-2009                                                              | Marsiglia                                                              | Francia                                                                | 0 – 2                                                                  | Argentina                                                              | Amichevole                                                             | -2                                                                     |                                                                        |
| 28-3-2009                                                              | Kaunas                                                                 | Lituania                                                               | 0 – 1                                                                  | Francia                                                                | Qual. Mondiali 2010                                                    | -                                                                      |                                                                        |
| 1-4-2009                                                               | Saint-Denis                                                            | Francia                                                                | 1 – 0                                                                  | Lituania                                                               | Qual. Mondiali 2010                                                    | -                                                                      |                                                                        |
| 2-6-2009                                                               | Saint-Étienne                                                          | Francia                                                                | 0 – 1                                                                  | Nigeria                                                                | Amichevole                                                             | -1                                                                     |                                                                        |
| 9-9-2009                                                               | Belgrado                                                               | Serbia                                                                 | 1 – 1                                                                  | Francia                                                                | Qual. Mondiali 2010                                                    | -1                                                                     | 12’                                                                    |
| 10-10-2009                                                             | Guingamp                                                               | Francia                                                                | 5 – 0                                                                  | Fær Øer                                                                | Qual. Mondiali 2010                                                    | -                                                                      |                                                                        |
| 26-5-2010                                                              | Lens                                                                   | Francia                                                                | 2 – 1                                                                  | Costa Rica                                                             | Amichevole                                                             | -1                                                                     |                                                                        |
| 6-6-2011                                                               | Donec'k                                                                | Ucraina                                                                | 1 – 4                                                                  | Francia                                                                | Amichevole                                                             | -1                                                                     | cap.                                                                   |
| 27-5-2012                                                              | Valenciennes                                                           | Francia                                                                | 3 – 2                                                                  | Islanda                                                                | Amichevole                                                             | -2                                                                     |                                                                        |
| 5-6-2013                                                               | Montevideo                                                             | Uruguay                                                                | 1 – 0                                                                  | Francia                                                                | Amichevole                                                             | -1                                                                     |                                                                        |
| 11-10-2014                                                             | Parigi                                                                 | Francia                                                                | 2 – 1                                                                  | Portogallo                                                             | Amichevole                                                             | -1                                                                     |                                                                        |
| 14-10-2014                                                             | Erevan                                                                 | Armenia                                                                | 0 – 3                                                                  | Francia                                                                | Amichevole                                                             | -                                                                      |                                                                        |
| 18-11-2014                                                             | Marsiglia                                                              | Francia                                                                | 1 – 0                                                                  | Svezia                                                                 | Amichevole                                                             | -                                                                      |                                                                        |
| 26-3-2015                                                              | Saint-Denis                                                            | Francia                                                                | 1 – 3                                                                  | Brasile                                                                | Amichevole                                                             | -3                                                                     |                                                                        |
| 11-10-2015                                                             | Copenaghen                                                             | Danimarca                                                              | 1 – 2                                                                  | Francia                                                                | Amichevole                                                             | -1                                                                     |                                                                        |
| 25-3-2016                                                              | Amsterdam                                                              | Paesi Bassi                                                            | 2 – 3                                                                  | Francia                                                                | Amichevole                                                             | -                                                                      |                                                                        |
| 1-9-2016                                                               | Bari                                                                   | Italia                                                                 | 1 – 3                                                                  | Francia                                                                | Amichevole                                                             | -1                                                                     |                                                                        |
| 6-9-2016                                                               | Barysaŭ                                                                | Bielorussia                                                            | 0 – 0                                                                  | Francia                                                                | Qual. Mondiali 2018                                                    | -                                                                      |                                                                        |
| 10-11-2017                                                             | Saint-Denis                                                            | Francia                                                                | 2 – 0                                                                  | Galles                                                                 | Amichevole                                                             | -                                                                      |                                                                        |
| 14-11-2017                                                             | Colonia                                                                | Germania                                                               | 2 – 2                                                                  | Francia                                                                | Amichevole                                                             | -2                                                                     |                                                                        |
| 28-5-2018                                                              | Saint-Denis                                                            | Francia                                                                | 2 – 0                                                                  | Irlanda                                                                | Amichevole                                                             | -                                                                      |                                                                        |
| 26-6-2018                                                              | Mosca                                                                  | Danimarca                                                              | 0 – 0                                                                  | Francia                                                                | Mondiali 2018 - 1º turno                                               | -                                                                      |                                                                        |
| 11-10-2019                                                             | Reykjavík                                                              | Islanda                                                                | 0 – 1                                                                  | Francia                                                                | Qual. Euro 2020                                                        | -                                                                      |                                                                        |
| 14-10-2019                                                             | Saint-Denis                                                            | Francia                                                                | 1 – 1                                                                  | Turchia                                                                | Qual. Euro 2020                                                        | -1                                                                     |                                                                        |
| 14-11-2019                                                             | Saint-Denis                                                            | Francia                                                                | 2 – 1                                                                  | Moldavia                                                               | Qual. Euro 2020                                                        | -1                                                                     |                                                                        |
| 17-11-2019                                                             | Tirana                                                                 | Albania                                                                | 0 – 2                                                                  | Francia                                                                | Qual. Euro 2020                                                        | -                                                                      | 46’                                                                    |
| 7-10-2020                                                              | Saint-Denis                                                            | Francia                                                                | 7 – 1                                                                  | Ucraina                                                                | Amichevole                                                             | -                                                                      | 46’                                                                    |
| 11-11-2020                                                             | Saint-Denis                                                            | Francia                                                                | 0 – 2                                                                  | Finlandia                                                              | Amichevole                                                             | -2                                                                     | cap.                                                                   |
| 30-11-2022                                                             | Al Rayyan                                                              | Tunisia                                                                | 1 – 0                                                                  | Francia                                                                | Mondiali 2022 - 1º turno                                               | -1                                                                     |                                                                        |
| Totale                                                                 |                                                                        | Presenze                                                               | 35                                                                     |                                                                        | Reti                                                                   | -33                                                                    |                                                                        |

## Palmarès

### Club
- Coppa di Lega francese: 3

Olympique Marsiglia: 2009-2010, 2010-2011, 2011-2012
- Campionato francese: 1

Olympique Marsiglia: 2009-2010
- Supercoppa francese: 2

Olympique Marsiglia: 2010, 2011

### Nazionale
- Campionato mondiale: 1

Russia 2018

### Individuale
- Trophées UNFP du football: 9

Miglior portiere della Ligue 1: 2008, 2011, 2016, 2018:Squadra ideale della Ligue 1: 2008, 2011, 2015, 2016, 2018
- Miglior giocatore della Supercoppa di Francia: 1

2010